# Felsődobsza
Felsődobsza is een plaats (község) en gemeente in het Hongaarse comitaat Borsod-Abaúj-Zemplén. Felsődobsza telt 983 inwoners (2001).